# Pat McGeer
Pour les articles homonymes, voir McGeer.
Patrick Lucey McGeer, dit Pat McGeer, né le 29 juin 1927 à Vancouver (Colombie-Britannique) et mort le 29 août 2022 dans la même ville, est un joueur de basket-ball et neurologue canadien.
Il est aussi député provincial libéral de la circonscription britanno-colombienne de Vancouver-Point-Grey d'une élection partielle en 1962 à 1975 et créditiste de 1975 à 1986. Il est ministre dans les gouvernements des premiers ministres Bill Bennett et Bill Vander Zalm.

## Biographie
Né à Vancouver, McGeer étudie à l'université de la Colombie-Britannique et à l'université de Princeton. Il est considéré comme un chercheur important dans les préventions et causes liés à la maladie d'Alzheimer dont un des principaux auteurs de l'hypothèse inflammatoire de la maladie.
McGeer prend part aux Jeux olympiques d'été de 1948 de Londres en tant que membre de l'équipe canadienne de basket-ball qui termine en 9e position.
Avec sa conjointe, Edith McGeer, le couple est nommé officier de l'Ordre du Canada en 1995. Le couple est conjointement intronisé en tant que membre de la Société royale du Canada, ainsi que fait membre de l'Ordre de la Colombie-Britannique en 2005.

## Aurin Biotech
En août 2012, le couple McGeer fonde Aurin Biotech Inc., faisant référence au acide aurintricarboxylique (en) (ATA) qui prend part au système du complément dans l'inhibition et l'élimination des pathogènes. Aurin est fondé afin d'explorer l'efficacité de l'usage de l'ATA et ses composantes dans le traitements des maladies.
McGeer meurt à son domicile de Vancouver en août 2022 à l'âge de 95 ans.